# 1999 US
1999 US är en asteroid i huvudbältet som upptäcktes den 16 oktober 1999 av den kroatiska astronomen Korado Korlević vid Višnjan-observatoriet.
Den tillhör asteroidgruppen Themis.